# سوزانا زابالتا
سوزانا زابالتا راموس (تلفظ اسپانیایی: [suˈsana saβaˈleta] ; متولد ۳۰ سپتامبر 1964) خواننده و بازیگر سوپرانو مکزیکی است. او متولد مونکلوا، کوآهویلا، در سال ۱۹۸۵ به مکزیکو سیتی نقل مکان کرد.

## فیلم‌شناسی

### فیلم

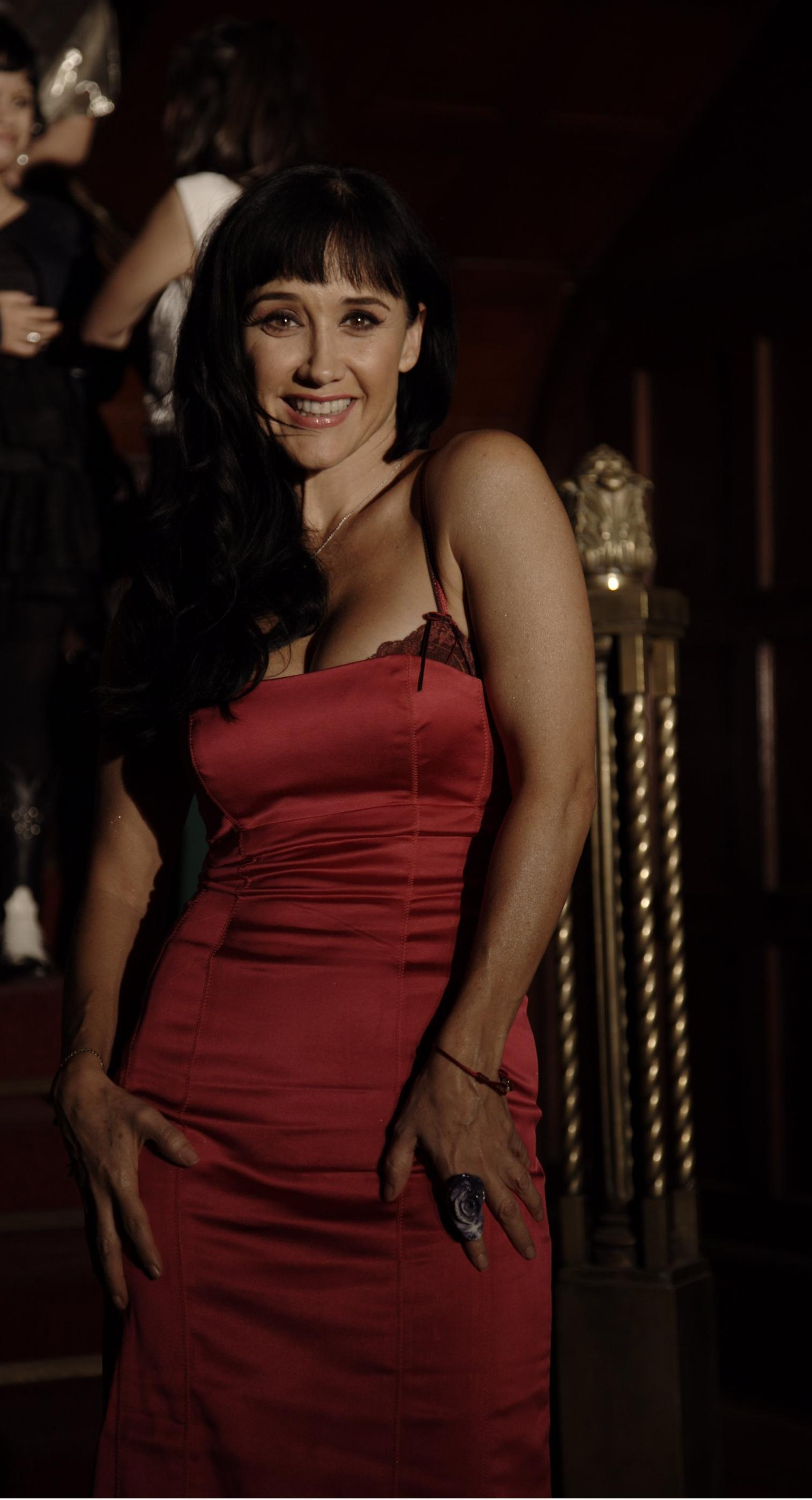
زابالتا در سال ۲۰۰۹

| سال  | عنوان                   | نقش          |
| ---- | ----------------------- | ------------ |
| ۱۹۹۶ | ماوراء الطبیعه          | دولورس برتیه |
| ۱۹۹۷ | طرفدار کوسی توته        |              |
| ۱۹۹۷ | الیزا قبل از پایان دنیا | مادر الیسا   |
| ۱۹۹۹ | سکس، حیا و اشک          | آنا          |
| ۱۹۹۹ | وقایع یک صبحانه         |              |
| ۲۰۰۱ | ویویر ماتا              | سیلویا       |
| ۲۰۲۳ | غاصب: موزیکال           | دونا اینس    |

### تلویزیون
| سال  | عنوان                    | نقش                                                     | یادداشت‌ها    |
| ---- | ------------------------ | ------------------------------------------------------- | ------------ |
| ۱۹۹۱ | "میلاگرو و جادو"         |                                                         |              |
| ۱۹۹۶ | سایهٔ دیگری               | -لیک. امارال                                            |              |
| ۱۹۹۷ | پوبلو چیکو، جهنم بزرگ    | مداردا زاوالا                                           | نقش پشتیبانی |
| ۱۹۹۸ | "اون لوز ان ال کامیوم"   | آسترید دیل ڤالی                                         |              |
| ۲۰۰۰ | تو سرنوشت من هستی        | اما پیمنتل دی ریوادینیرا                                |              |
| ۲۰۰۱ | سالوم                    | سوزانا                                                  | نقش پشتیبانی |
| ۲۰۰۲ | فرهنگ آنلاین             | خودش                                                    | میزبان       |
| ۲۰۰۳ | باجو لا نفس پوست         | ایفون اکستا                                             |              |
| ۲۰۰۶ | آواز خواندن برای یک رؤیا | خودش                                                    | میزبان       |
| ۲۰۰۸ | سکس و دیگر رازها         | سوفیا                                                   |              |
| ۲۰۰۸ | آتش در خون               | روت اوریب آسیویدو                                       |              |
| ۲۰۰۹ | من میخوام عاشق بشم       | خودش                                                    | میزبان       |
| ۲۰۱۱ | سوزانا ادکشن             | خودش                                                    | میزبان       |
| ۲۰۱۲ | توسط ایلا سئو ایوا       | ایوا ماریا لئون جارامیلو Vda رودخانه‌های زولوگا / یادیره | نقش پشتیبانی |

## آهنگ‌شناسی
- ۱۹۹۵ - یا… رؤیا بود؟
- ۱۹۹۷ - دسده ال بانو
- ۲۰۰۲ - گذشته دوباره برای ما اتفاق می‌افتد
- ۱۳۸۱ – نویداد
- ۲۰۰۴ - من می‌خواهم احساس زیبایی کنم
- ۲۰۰۵ - به باد دادن جهان
- ۲۰۰۶ - از A تا Z
- ۲۰۰۷ - ته بوسکه
- ۲۰۱۰ - آمارادوس
- ۲۰۱۳ - خرد و عقل
- ۲۰۱۷ - کومو لا سال